# Muntanyola
Muntanyola és un poble i municipi de la comarca d'Osona, situat a l'oest de la regió de l'Alt Ter. El sector central de la Plana de Vic situat a la part ponentina de la ciutat comprèn els antics termes de Muntanyola i Múnter, de Malla, Sentfores (ara unit a Vic), Santa Eulàlia de Riuprimer i l'extens terme de Gurb de la Plana. Tots aquests termes, a excepció només de Malla, s'enfilen per la serra que fa d'espona de ponent a la Plana, més enllà de la qual comença el Moianès o la comarca del Lluçanès. Són pero, termes pròpiament de la Plana, si n'exceptuem la part de Muntanyola que correspon a l'antiga parròquia de Sant Quirze de Muntanyola i el seu enclavament de Caraüll.

## Demografia
| Entitat de població  | Habitants (2024) |
| Muntanyola           | 616              |
| Rústiques Muntanyola | 56               |
| Múnter               | 40               |
| Font: Idescat        |                  |

| 1497 f | 1515 f | 1553 f | 1717 | 1787 | 1857 | 1877 | 1887 | 1900 | 1910 |
| ------ | ------ | ------ | ---- | ---- | ---- | ---- | ---- | ---- | ---- |
| 32     | 35     | 41     | 300  | 313  | 580  | 475  | 459  | 404  | 408  |

| 1920 | 1930 | 1940 | 1950 | 1960 | 1970 | 1981 | 1990 | 1992 | 1994 |
| ---- | ---- | ---- | ---- | ---- | ---- | ---- | ---- | ---- | ---- |
| 424  | 425  | 431  | 434  | 344  | 247  | 199  | 180  | 178  | 178  |

| 1996 | 1998 | 2000 | 2002 | 2004 | 2006 | 2008 | 2010 | 2012 | 2014 |
| ---- | ---- | ---- | ---- | ---- | ---- | ---- | ---- | ---- | ---- |
| 242  | 266  | 311  | 347  | 397  | 464  | 548  | 587  | 600  | 595  |

| 2016 | 2018 | 2020 | 2022 | 2024 | 2026 | 2028 | 2030 | 2032 | 2034 |
| ---- | ---- | ---- | ---- | ---- | ---- | ---- | ---- | ---- | ---- |
| 604  | 620  | 632  | 700  | 712  | -    | -    | -    | -    | -    |

## Geografia
- Llista de topònims de Muntanyola (Orografia: muntanyes, serres, collades, indrets..; hidrografia: rius, fonts...; edificis: cases, masies, esglésies, etc).

## Patrimoni monumental

### Vilavendrell
Vilavendrell és una masia de la parròquia de Sant Quirze i Santa Julita de Muntanyola.
En un capbreu del segle xii ja apareix "el ter de Rosselló de Villa Venrel". A l'acta de la consagració de l'església de Muntanyola, el 1177, ja es fa referència a Bernat de Vilavendrell, com a propietari d'un mas de la població. La família Vilavendrell posseeix el mas fins a finals del segle xix, moment en què en perd definitivament la propietat. Durant aquests set-cents anys, es manté el cognom Vilavendrell tot i que durant el segle xvi va haver-hi tres pubilles seguides. A finals del segle xx i principis del segle xxi el mas torna a estar habitat. A finals dels anys vuitanta, part del conjunt immoble es va rehabilitar —el conjunt ja comptava amb dues quadres per al bestiar— per tal de poder acollir una granja de cabres destinada a l'obtenció de llet i, posteriorment, a la fabricació de formatge de cabra del tipus Garrotxa. Actualment és el lloc de fabricació dels Formatges de Muntanyola, empresa familiar portada pels habitants del mas.

## Galeria

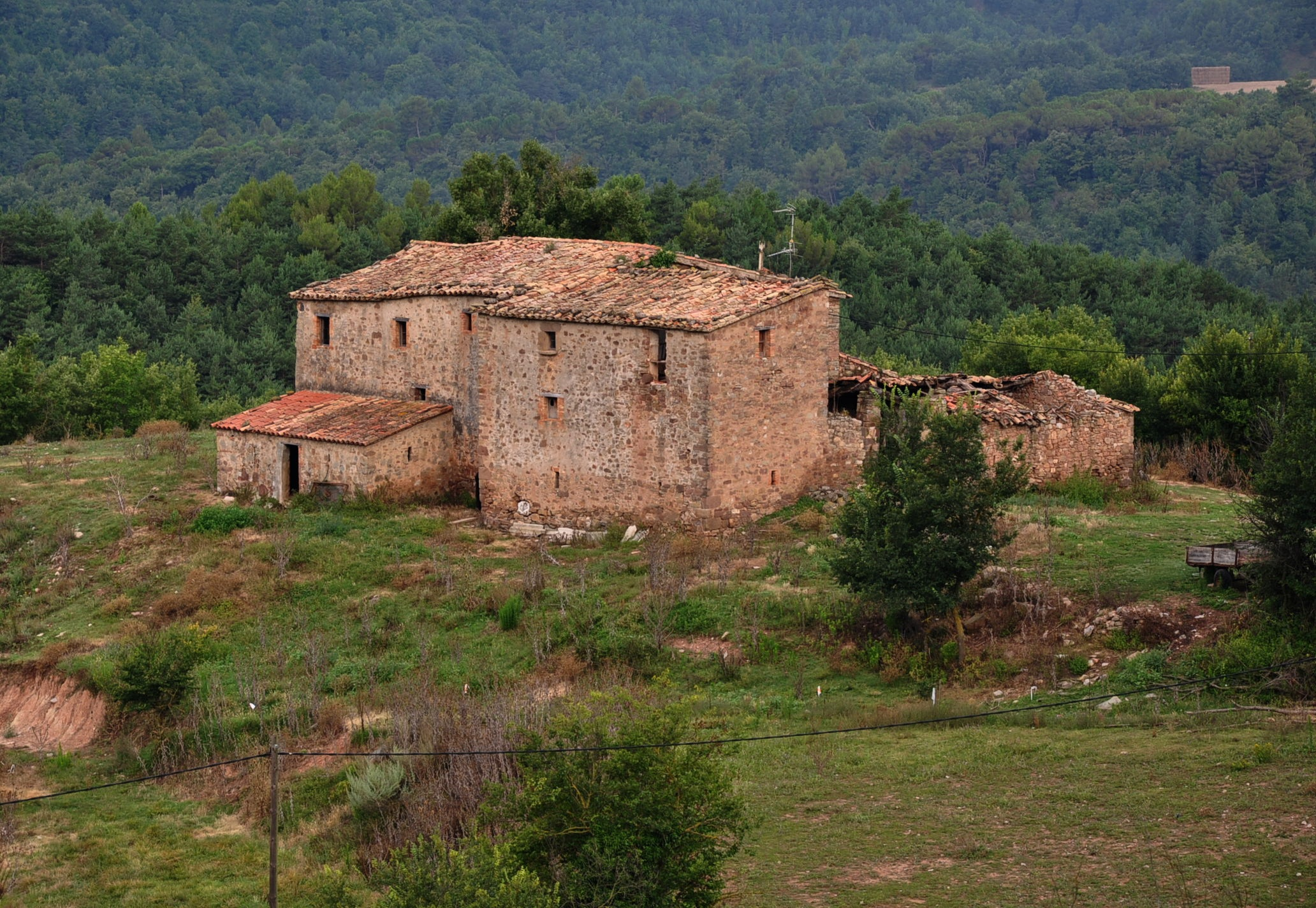
Finca/granja Vilardell
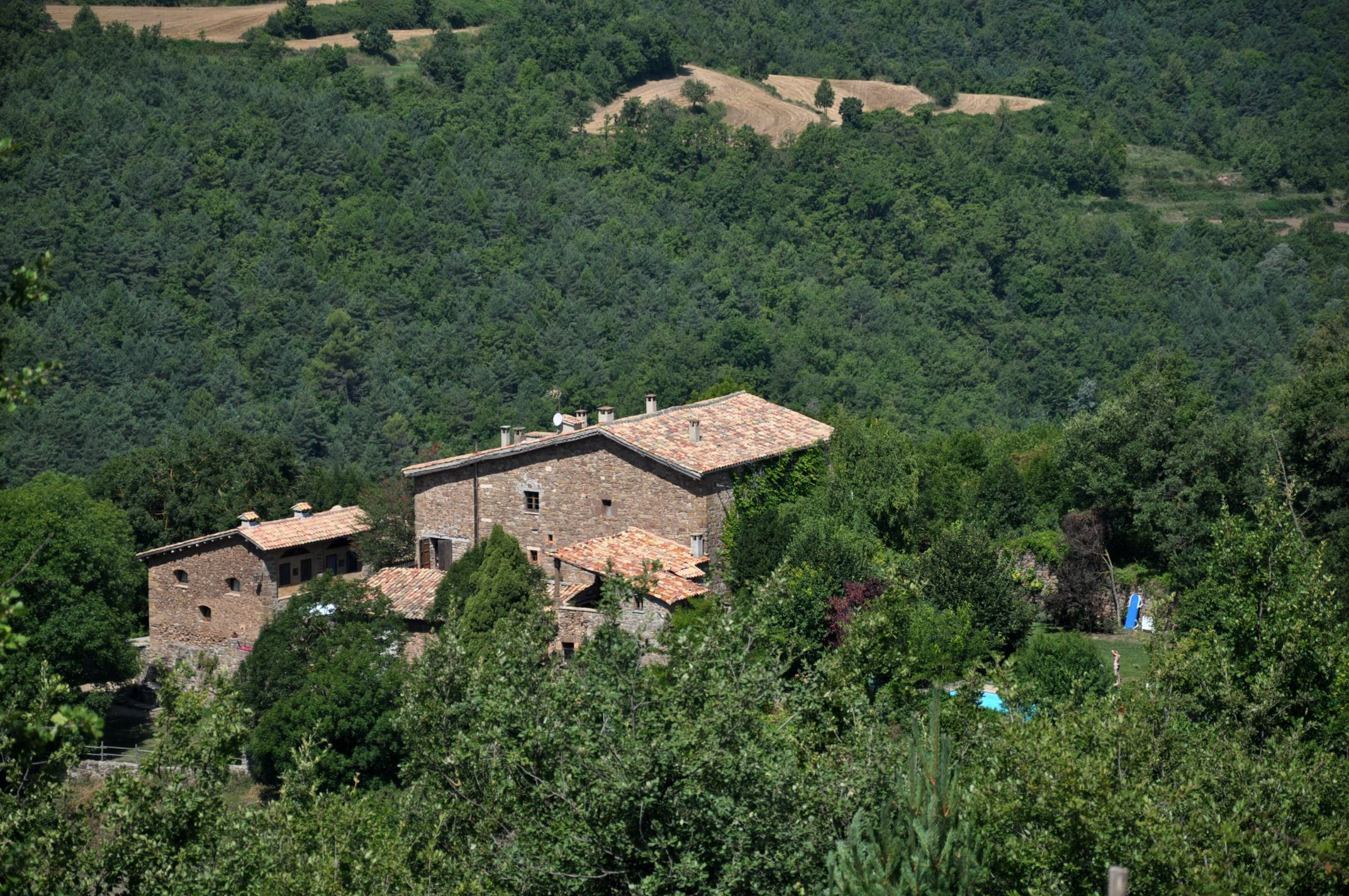
Mas Serra-rica, casa de vacances
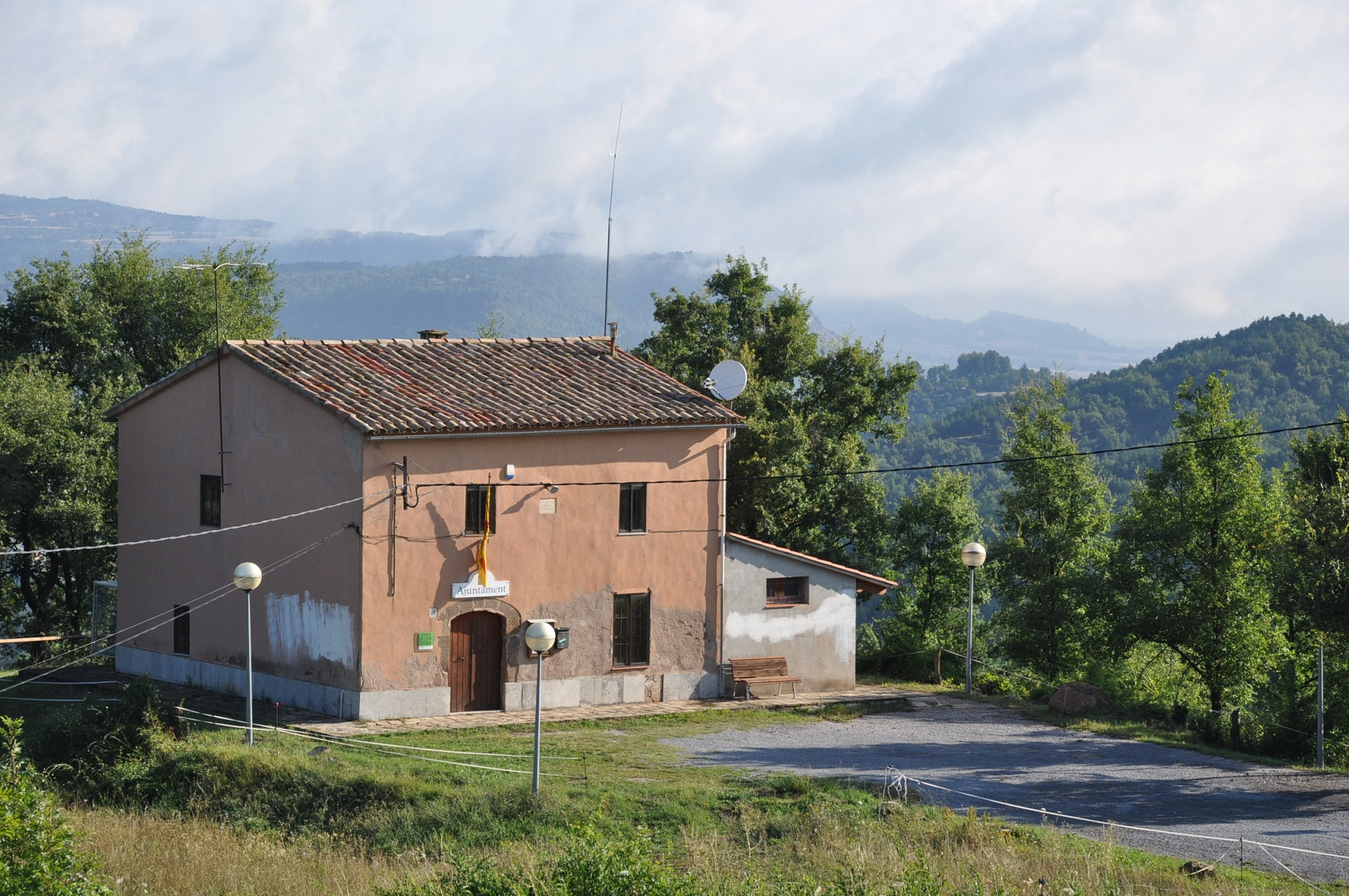
Ajuntament de Muntanyola
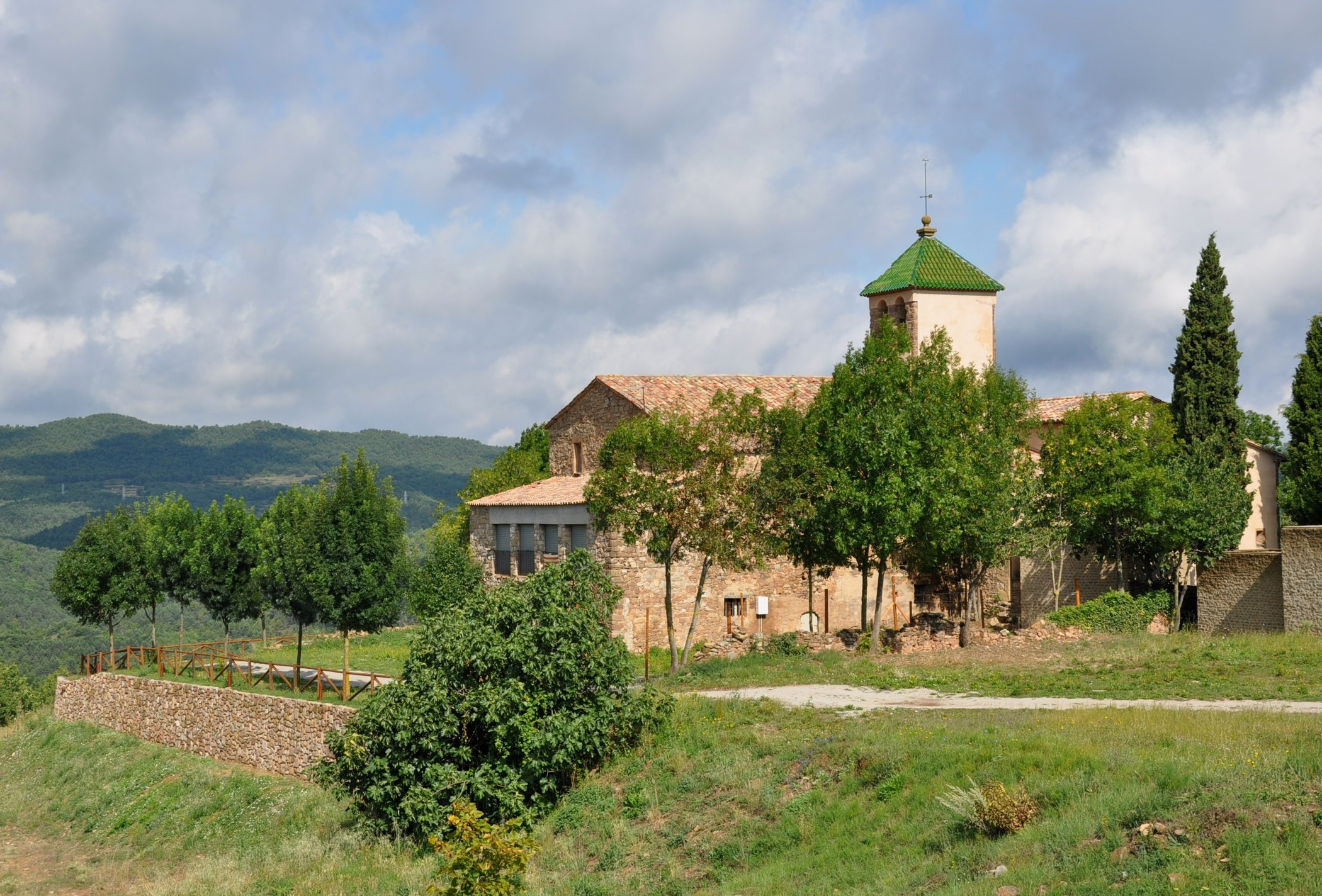
Església de Sant Quirze i Santa Julita de Muntanyola